# Administration Building (Chicago)
Ne doit pas être confondu avec Administration Building.
L'Administration Building était l'un des bâtiments les plus populaires et imposants de l'Exposition universelle de 1893 (World's Columbian Exposition) qui s'est tenue du 1er mai 1893 au 30 octobre 1893 à Chicago, dans l'Illinois.
Le bâtiment fut conçu par l'architecte new-yorkais Richard Morris Hunt. Il servit de bâtiment administratif (d'où son nom) pour les besoins des administrateurs et de tout le personnel chargé de la gestion de la foire. Il fut démoli peu de temps après la fin de l'exposition.

## Description
Construit à l'occasion de l'Exposition universelle de 1893 pour célébrer le 400e anniversaire de l’arrivée de l’explorateur Christophe Colomb dans le Nouveau Monde, l'Administration Building constituait l'un des principaux bâtiments de l'exposition et se trouvait à l'extrémité ouest de la Cour d'honneur (dans la partie sud de Jackson Park), face à la statue de la République. La façade et l'entrée principale étaient orientés en direction de l'est. Cet édifice imposant a coûté 650 000 dollars américains.

## Histoire
L'Administration Building a été conçu par un conseil d'architectes dirigé par Daniel Burnham dans le cadre du projet de la Cour d'honneur, le principal espace public de la foire. En tant que directeur de l'architecture et de la construction pour l'ensemble de l'Exposition universelle, Burnham était chargé de sélectionner les concepteurs de tous les principaux bâtiments. Après de longs débats, le groupe d'architectes et d'urbanistes mené par Burnham, John Wellborn Root (architecte associé à Burnham), George Washington Gale Ferris Jr. (créateur de la première grande roue lors de l'exposition) entre-autres, a décidé que tous les principaux bâtiments devaient s'inspirer d'un style classique immaculé et hautement décoratif basé sur l'architecture de la Grèce antique. Burnham a confié la tâche de la conception du bâtiment le plus important de la foire à l'homme le plus en vue du groupe, l'architecte Richard Morris Hunt.
Au moment où Hunt a été choisi pour concevoir l'Administration Building, il était près de la fin de sa brillante carrière. Premier architecte américain à fréquenter la prestigieuse École nationale supérieure des Beaux-Arts de Paris, Hunt avait acquis le statut de « doyen de l'architecture américaine ». Sa réputation a été soutenue par sa grande production de bâtiments éclectiques tels que les Breakers à Newport (Rhode Island) (1892-95) et le Domaine Biltmore à Asheville (Caroline du Nord) (1888-95), les deux domaines de la riche famille Vanderbilt. Ces deux bâtiments stylistiquement différents présentent la qualité de l'architecture de Hunt, où il a atteint la monumentalité en combinant différentes sources d'architecture classique. Cette qualité était ce qui attirait les organisateurs de la foire, et elle sera portée par le design de l'Administration Building.

## Architecture

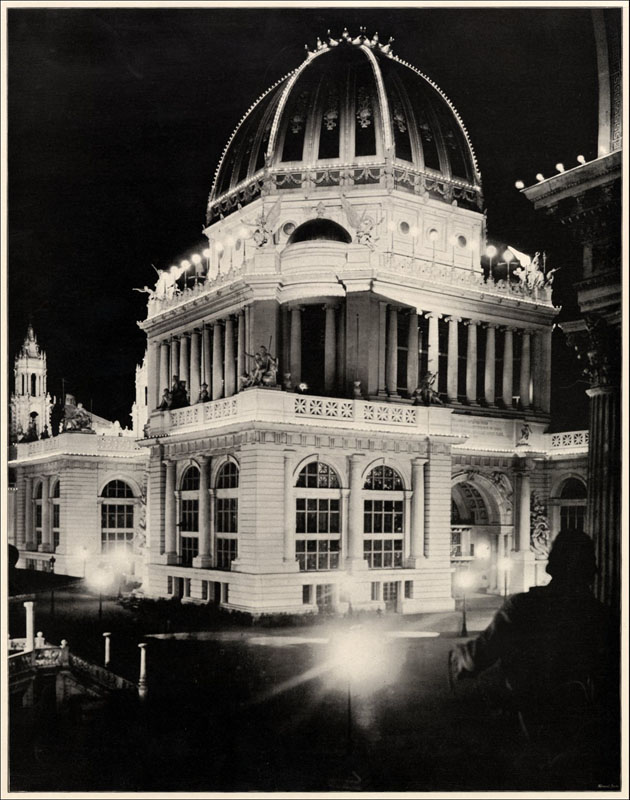
L'Administration Building de nuit.

Richard M. Hunt, architecte originaire de New York et président de l'American Institute of Architects, fut le concepteur du bâtiment. L'Administration Building fut l'une de ses réalisations les plus notables. Le bâtiment couvrait une superficie d'environ 260 pieds carrés et se composait de quatre pavillons de 84 pieds carrés. Chacun des quatre pavillons formait un angle du bâtiment principal en forme de carré et dont la partie supérieure fut surmontée d'un grand dôme central de 36,57 mètres de diamètre et 67 mètres de hauteur, laissant au centre de chaque façade un renfoncement de 25 mètres de large, à l'intérieur duquel se trouvaient les grandes entrées du bâtiment.
La conception générale de l'édifice était de style renaissance française. Le premier étage est dans l'ordre dorique, de proportions héroïques, entouré d'une haute balustrade et ayant les gradins de l'angle de chaque pavillon couronnés d'une sculpture artistique soignée. Le second étage, avec sa colonnade haute et spacieuse, est d'ordre ionique. Les quatre grandes entrées (une de chaque côté du bâtiment) étaient hautes d'environ 15,24 mètres et couvertes de voûtes richement ornées. Derrière ces arcs se trouvaient les portes d'entrées et, au-dessus, de grands écrans de verre, fournissant une lumière abondante à la rotonde centrale.
La rotonde était ornée de panneaux qui portaient chacun des noms de nations et d'hommes célèbres, avec des inscriptions didactiques ; et dans la partie supérieure de la voûte se trouvaient des peintures allégoriques. La nuit, le dôme était éclairé par des ampoules à incandescence afin de définir ses panneaux, et une couronne brillait sur sa crête, générant une illumination visible à distance, et faisant du bâtiment l'une des principales attractions de la foire.

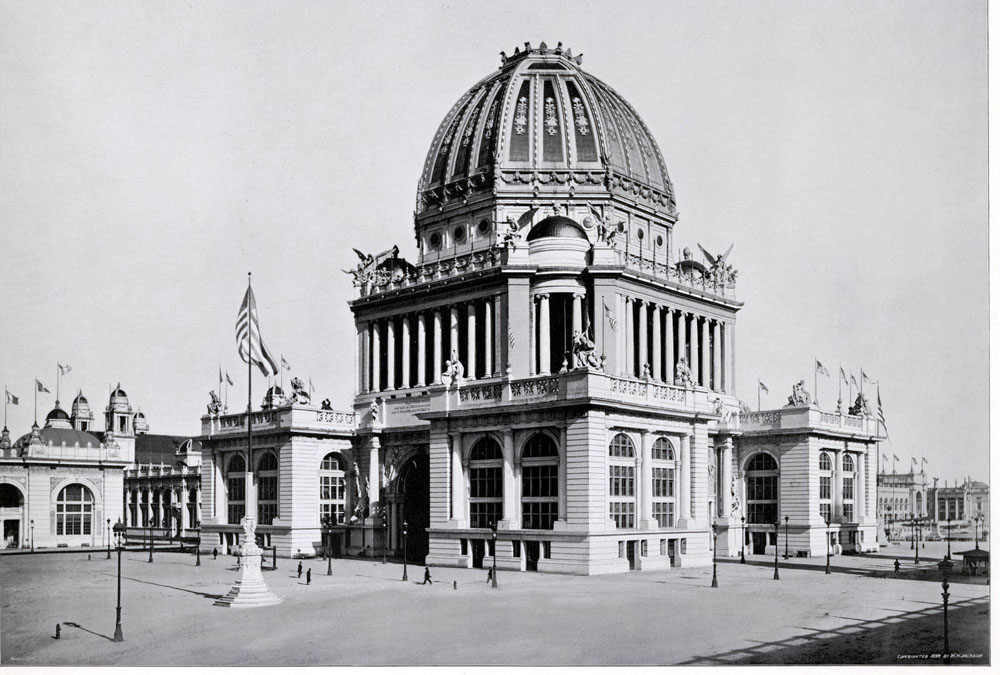
Autre vue du bâtiment.

L'Administration Building a été presque unanimement acclamé par les critiques. Dans son livre Book of the Fair, Hubert Howe Bancroft a qualifié le bâtiment de « roi des palais d'exposition » et Benjamin Truman a qualifié le dôme de « plus beau à tous égards que tout autre dans l'hémisphère occidental ». Il a même été qualifié de « l'une des plus belles réalisations de l'architecture moderne de la fin de ce siècle » par le correspondant de l'exposition universelle Trumbull White. 
Cependant, le bâtiment ne reçut pas que des éloges et il convient de noter que de nombreux architectes modernes progressistes de l'époque, dont Louis Sullivan, ont sévèrement critiqué le bâtiment ainsi que de nombreux autres architectes présents à la foire. Pour eux, la conception de l'Administration Building était trop superficielle et son classicisme trop soigné représentait une tentative rétrograde pour empêcher l'architecture d'exprimer les exigences de la vie moderne. Néanmoins, pris dans ses propres termes, le bâtiment peut être considéré comme un succès. Bien que démoli peu de temps après la fin de la foire, il est resté très influent dans sa représentation de l'éclectisme mêlant renaissance française (essentiellement), architecture classique et style Beaux-Arts, et a influencé l'architecture publique de nombreux bâtiments américains pendant les trois décennies qui suivirent.